# Alois Düll
Alois Franz Xaver Düll (* 28. Juni 1843 in Wien; † 13. März 1900 ebenda) war ein österreichischer Bildhauer des Historismus.

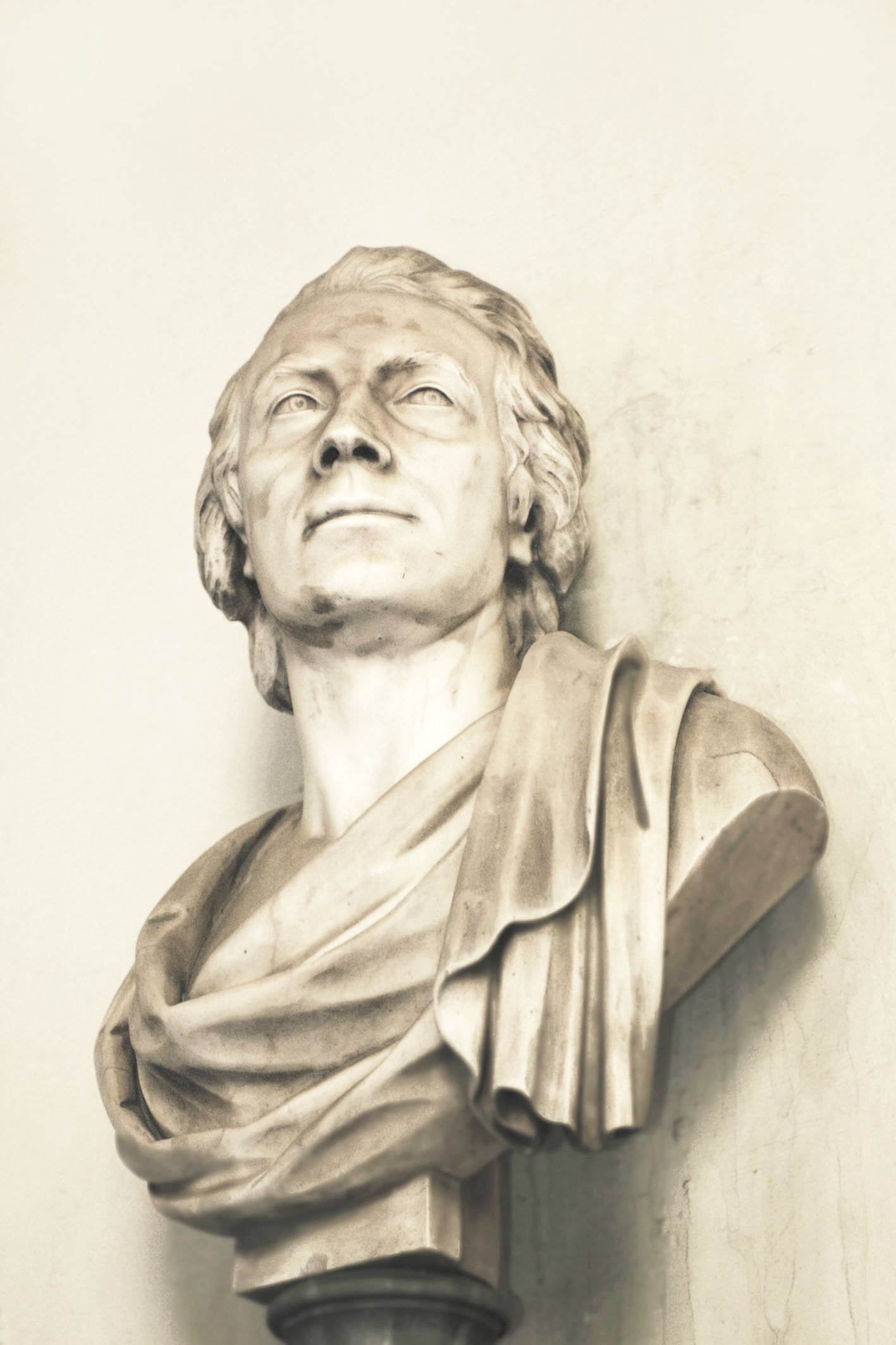
Joseph von Sonnenfels (1891), Universität Wien

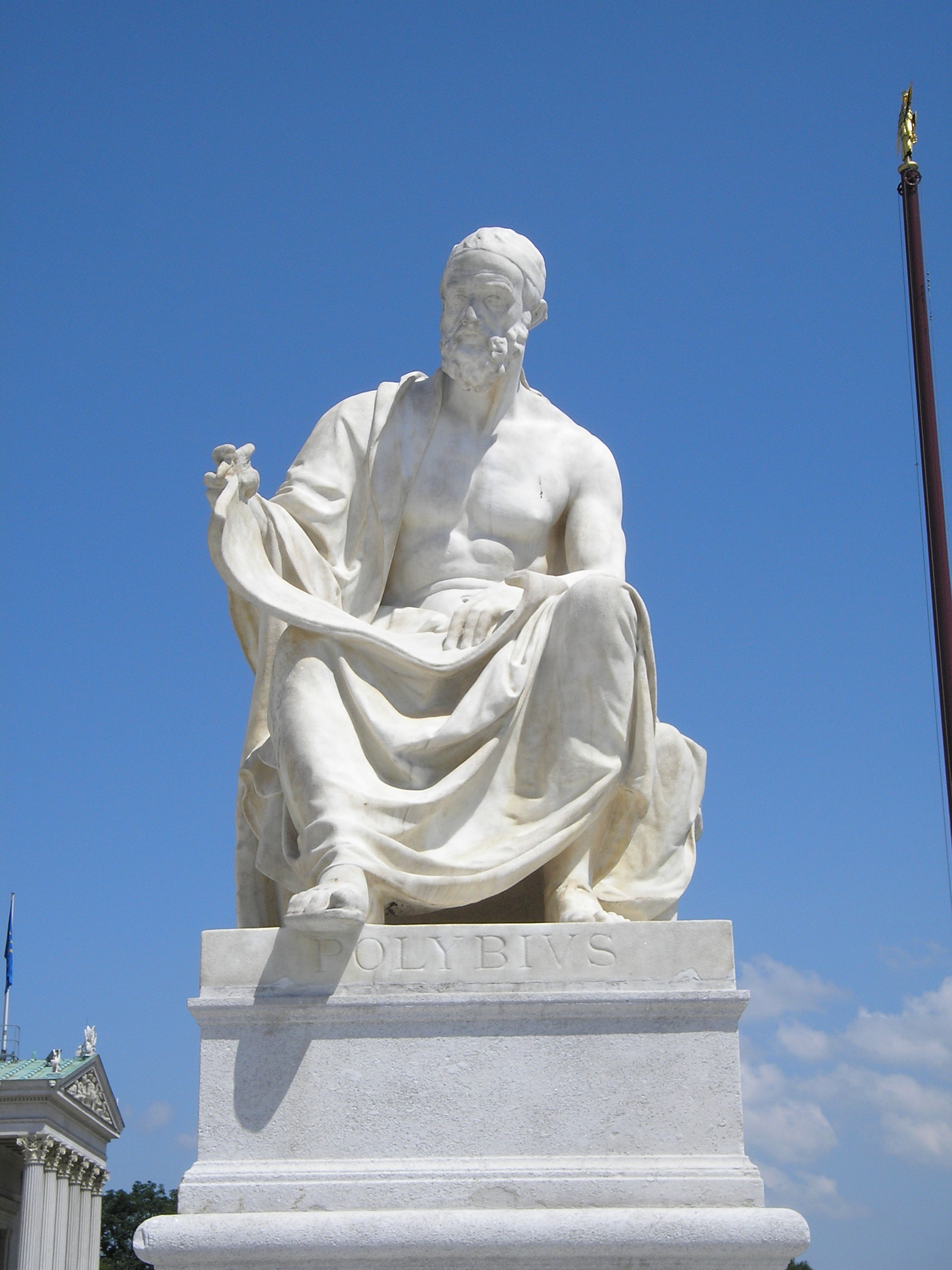
Polybios (1899), Parlament Wien

## Leben
Alois Düll studierte an der Akademie der bildenden Künste Wien bei Franz Bauer und Carl Kundmann sowie an der Kunstakademie in Dresden bei Ernst Hähnel. Nach einigen Jahren in Deutschland und Italien kehrte er nach Wien zurück, wo er Realschullehrer auf der Wieden wurde. In den Jahren von 1873 bis 1879 war Düll Assistent der allgemeinen Bildhauerschule der Wiener Akademie, von denen er die letzten drei Jahre in Vertretung von Carl Kundmann die Bildhauerklasse leitete. Nach seinem Tode im Jahr 1900 wurde Alois Düll auf dem Wiener Zentralfriedhof bestattet.

## Werk
Alois Düll war ein Vertreter des zu seinen Lebzeiten herrschenden Historismus. Er schuf während des Ausbaus der Wiener Ringstraßenzone an zahlreichen damals entstehenden Monumentalbauten Fassadenfiguren.
- Zwickelfiguren der Rundbogenportale, Akademie der bildenden Künste, Wien (1872–1877)
- Zeus und Neptun, Börse Wien (1876), zerstört
- Allegorien bürgerlicher Berufe, Wiener Rathaus (1872–1883)
- Allegorischen Figuren der Theologie, Universität Wien, Attikabalustrade (1873–1884)
- Lysippos und Apollo, Kunsthistorisches Museum Wien, Attikabalustrade, Babenbergerstraße (1871–1891)
- Künstlerporträt, Kunsthistorisches Museum, Saal VI
- Iason und Kolaios, Noah und Moses, Naturhistorisches Museum Wien, Bellariastraße
- Glaube und Liebe, Sühnhaus (1882–1885), zerstört
- Denkmal Joseph von Sonnenfels, Arkadenhof der Universität Wien (1891)
- Victoria, Neue Burg, Heldenplatz (1897)
- Barmherzigkeit, Neue Hofburg, Bibliothekshof
- Richard Wagner, Wiener Musikverein, Vestibül (1899)
- Polybios, Parlamentsgebäude Wien, Parlamentsrampe (1899)
- Athene, Demeter und Artemis, Parlament, Prunktreppe
- Marienfigur, Tympanon, Antonskirche, Wien 10